# Natació en aigües obertes al Campionat del Món de natació de 2013 – 25 km masculí
Els 25 km masculí en aigües obertes es van celebrar el 2 de juliol de 2013 al Port Vell de Barcelona.

## Resultats
DNF: Abandona
| Posició | Nedador               | País            | Temps     |
| ------- | --------------------- | --------------- | --------- |
| 1       | Thomas Lurz           | Alemanya        | 4:47:27.0 |
| 2       | Brian Ryckeman        | Bèlgica         | 4:47:27.4 |
| 3       | Evgeny Drattsev       | Rússia          | 4:47:28.1 |
| 4       | Alex Meyer            | Estats Units    | 4:47:28.2 |
| 5       | Allan do Carmo        | Brasil          | 4:47:30.1 |
| 6       | Spyridon Gianniotis   | Grècia          | 4:47:31.3 |
| 7       | Simone Ruffini        | Itàlia          | 4:47:42.7 |
| 8       | Guillermo Bertola     | Argentina       | 4:47:44.8 |
| 9       | Philippe Guertin      | Canadà          | 4:48:46.8 |
| 10      | Jan Pošmourný         | Txèquia         | 4:48:53.4 |
| 11      | Shahar Resman         | Israel          | 4:48:53.5 |
| 12      | Bertrand Venturi      | França          | 4:48:58.3 |
| 13      | Gergely Gyurta        | Hongria         | 4:49:03.9 |
| 14      | Jordan Wilimovsky     | Estats Units    | 4:49:11.1 |
| 15      | Diogo Villarinho      | Brasil          | 4:50:31.3 |
| 16      | Luis Bolanos          | Veneçuela       | 4:50:52.7 |
| 17      | Antonios Fokaidis     | Grècia          | 4:50:55.1 |
| 18      | Phillip Ryan          | Nova Zelanda    | 4:50:57.2 |
| 19      | Rhys Mainstone-Hodson | Austràlia       | 4:51:08.2 |
| 20      | Axel Reymond          | França          | 4:53:47.2 |
| 21      | Valerio Cleri         | Itàlia          | 4:55:16.5 |
| 22      | Libor Smolka          | Txèquia         | 4:58:13.7 |
| 23      | Vladimir Dyatchin     | Rússia          | 4:58:18.0 |
| 24      | Vitaliy Khudyakov     | Kazakhstan      | 4:58:18.1 |
| 25      | Martín Carrizo        | Argentina       | 5:01:43.1 |
| 26      | Richard Weinberger    | Canadà          | 5:02:32.6 |
| 27      | Arseniy Lavrentyev    | Portugal        | 5:03:12.8 |
| 28      | Troyden Prinsloo      | Sud-àfrica      | 5:03:19.8 |
| 29      | Weng Jingwei          | R.P. de la Xina | 5:04:02.5 |
| 30      | Saleh Mohammad        | Síria           | 5:04:03.6 |
| 31      | Badr Chebchoub        | Tunísia         | 5:33:07.2 |
| 32      | Abdelrahman Esam      | Egipte          | 5:33:35.7 |
| 33      | Christian Reichert    | Alemanya        | DNF       |
| 33      | Han Lidu              | R.P. de la Xina | DNF       |
| 33      | Ihor Chervynskyi      | Ucraïna         | DNF       |